# Atractus titanicus
Espèce
Atractus titanicus est une espèce de serpents de la famille des Dipsadidae.

## Répartition
Cette espèce est endémique de Colombie. Elle se rencontre entre 1 800 et 2 400 m d'altitude à Sonsón dans le département d'Antioquia et à Tuluá dans le département de Valle del Cauca.

## Description
La femelle holotype mesure 473 mm dont 40 mm pour la queue. Le plus grand mâle 620 mm dont 75 mm pour la queue et la plus grande femelle 733 mm dont 53 mm pour la queue.

## Publication originale
- Passos, Arredondo, Fernandes & Lynch, 2009 : Three new Atractus (Serpentes: Dipsadidae) from the Andes of Colombia. Copeia, vol. 2009, no 3, p. 425-436 (texte intégral).